# Việt-Trì-Stadion
Das Việt-Trì-Stadion (vietnamesisch Sân vận động Việt Trì) ist ein Fußballstadion mit Leichtathletikanlage in der vietnamesischen Stadt Việt Trì, Hauptstadt der Provinz Phú Thọ, im Norden des Landes. Der Fußballverein Phú Thọ FC trägt hier seine Heimspiele aus.

## Geschichte
Das ursprüngliche Việt-Trì-Stadion stammt aus den 1960er Jahren und liegt im Sportkomplex der Provinz Phú Thọ. 2005 wurde es für 100 Mrd. VND modernisiert. Es bietet, nach einer Renovierung für das Männer-Fußballturnier der Südostasienspiele 2021, aufgrund der COVID-19-Pandemie im Mai 2022 ausgetragen, heute 20.000 Sitzplätze. Des Weiteren wurde es u. a. mit neuem Flutlichtssystem, elektronischen Anzeigetafeln, neuen Sitzen und einem neuen Rasen ausgestattet.
Das Việt-Trì-Stadion wurde für die Fußball-Südostasienmeisterschaft 2024 als einer von zehn Spielorte in Südostasien ausgewählt, da das zuvor angesetzte Mỹ-Đình-Nationalstadion in der Hauptstadt Hanoi, durch die schlechte Qualität des Spielfeldrasens, nicht verfügbar war. In der Gruppe B traf die vietnamesische Fußballnationalmannschaft zunächst am 15. Dezember auf Indonesien (1:0) und am 21. Dezember auf Myanmar (5:0). Als Gruppensieger qualifizierte sich Vietnam für das Halbfinale. Das Rückspiel wurde am 29. Dezember gegen Singapur (3:1) im Việt-Trì-Stadion gewonnen. Am 2. Januar 2025 fand in Việt Trì das Finalhinspiel mit der vietnamesischen Mannschaft gegen den Titelverteidiger Thailand (2:1) statt. Vietnam gewann am 5. Januar auch das Rückspiel in Thailand (3:2) und wurde zum dritten Mal Südostasienmeister.